# Okręg wyborczy Stalybridge and Hyde
Okręg wyborczy Stalybridge and Hyde powstał w 1918 r. i wysyła do brytyjskiej Izby Gmin jednego deputowanego. Powstała z połączenia okręgów Hyde i Stalybridge.

## Deputowani do brytyjskiej Izby Gmin z okręgu Stalybridge and Hyde
- 1918–1922: John Wood, Partia Konserwatywna
- 1922–1923: John Rhodes, Partia Konserwatywna
- 1923–1924: John Tattersall, Partia Liberalna
- 1924–1929: Edmund Wood, Partia Konserwatywna
- 1929–1931: Hugh Lawrie, Partia Pracy
- 1931–1935: Sydney Hope, Partia Konserwatywna
- 1935–1937: Philip Dunne, Partia Konserwatywna
- 1937–1945: Horace Trevor-Cox, Partia Konserwatywna
- 1945–1951: Gordon Lang, Partia Pracy
- 1951–1970: Fred Blackburn, Partia Pracy
- 1970–2001: Tom Pendry, Partia Pracy
- 2001–2010 James Purnell, Partia Pracy
- od 2010: Jonathan Reynolds, Partia Pracy

## Źródła
- Stalybridge and Hyde (2010–2024)
- Stalybridge and Hyde (2024–)